# Деннис, Уильям
Уильям Деннис (англ. William Dennis; 4 марта 1856, Корнуолл, Великобритания — 11 июля 1920, Бостон, США) — канадский журналист и издатель. Владелец и главный редактор газеты Halifax Herald, основатель изданий Evening Mail и Sunday Leader. Сенатор Канады в 1912—1920 годах.

## Биография
Уильям Деннис родился в Корнуолле в 1856 году. Оставив школу в возрасте 11 лет, он через год стал коммивояжёром в фирме своего дяди Parnell and Brothers (Бристоль), но вскоре перебрался в Новую Шотландию, где, как ему казалось, его ждут лучшие перспективы.
В Канаде юный Деннис стал разносчиком газет. Накопив к 1875 году 50 долларов, он купил одну акцию газеты Halifax Herald, таким образом став младшим акционером издающей её компании. Он также стал её вторым репортёром. В 1907 году Деннис выкупил остаток акций Herald у основателя газеты — Джона Джеймса Стюарта — и стал её владельцем и издателем. В дальнейшем он постоянно предпринимал попытки расширить круг читателей газеты, совершая деловые поездки по всей провинции, в ходе которых также сам искал свежие новости. Помимо Herald, Деннис основал ещё два периодических издания — Evening Mail и Sunday Leader, издательства Royal Print и Litho Limited, а также компанию по торговле недвижимостью. После того, как в 1911 году пожар в его отсутствие уничтожил здание редакции Halifax Herald, Деннис оперативно возвёл новое здание, впоследствии носившее его имя, на том же месте (автором нового проекта стал архитектор Генри Дейвид Джост).
Помимо издательского дела, Деннис, по взглядам бывший независимым консерватором, вёл активную общественную деятельность. Он входил в городской совет Галифакса, а в ноябре 1912 года стал сенатором Канады. В сенате он на протяжении трёх сессий был председателем постоянного комитета по дебатам и информации; кроме того, Деннис возглавлял совместный комитет по печати и входил в постоянный комитет сената по железнодорожному сообщению, телеграфу и портам.
В браке с учительницей и общественной активисткой Агнес Миллер у Уильяма Денниса родились десять детей; одна из их дочерей, Клара, стала известным в Новой Шотландии фотографом и писательницей. Деннис, долгие годы страдавший слабым здоровьем, умер в июле 1920 года после операции в Бостоне. Его преемником на посту издателя Halifax Herald стал его племянник Уильям Генри Деннис, также впоследствии сенатор Канады.